# Тавијано (Пистоја)
Тавијано је насеље у Италији у округу Пистоја, региону Тоскана.
Према процени из 2011. у насељу је живело 90 становника. Насеље се налази на надморској висини од 509 м.